# Azura Skye
Azura Skye (Northridge, 8 de noviembre de 1981) es una actriz estadounidense. Es conocida por interpretar a Jane en la serie de TV Zoe, Duncan, Jack and Jane y a Cassie Newton en la séptima temporada de Buffy the Vampire Slayer

## Biografía

### Primeros años
Skye nació en 1981, en la casa de su abuela en Northridge (Los Ángeles). Inició su carrera como actriz teatral a los tres años y realizó giras por Europa con el grupo Santa Monica Playhouse a los once años. Estudió en la Brentwood School.
Su abuelo, Brad Johnson, fue un actor, conocido principalmente por interpretar a Lofty Craig en la serie de los años 1950 Annie Oakley.

### Carrera
Skye realizó su debut televisivo en el programa Total Security en 1997. Posteriormente, interpretó varios papeles menores en Touched by an Angel y Chicago Hope y apareció en varios telefilmes antes de unirse al elenco de la serie Zoe, Duncan, Jack and Jane. En 2000, luego de la cancelación de Zoe, Duncan, Jack and Jane, Skye realizó su debut cinematográfico en 28 días junto a Sandra Bullock y Viggo Mortensen.
Dos años más tarde, en 2002, apareció en dos episodios de la serie de TV Buffy the Vampire Slayer: "Help" y "Conversaciones con los muertos".
Durante este periodo, Skye también tuvo papeles pequeños en otros proyectos. Interpretó a Susie Keaton en cuatro episodios de CSI: Miami y fue actriz invitada en programas como Smallville y Judging Amy. Además, Skye actuó en películas como Bandits, The Salton Sea y Red Dragon.
Skye interpretó a Ruby Bate en la película dramática de 2007 Heavens Fall. En ese mismo año, actuó en What We Do Is Secret. En 2008, tuvo papeles protagónicos en las películas One Missed Call y 20 Years After.

## Filmografía
- Working the Engels (2014, serie de TV)
- Least Among Saints (2012)
- Grimm (2012, serie de TV, un episodio)
- American Horror Story (2011, serie de TV, 4 episodios)
- Cold Case (2010, serie de TV, un episodio)
- Hawthorne (2009, serie de TV, un episodio)
- Two Other Dreams (2009, cortometraje)
- El mentalista (2009, serie de TV, un episodio)
- 20 Years After (2008)
- One Missed Call (2008)
- What We Do Is Secret (2007)
- Heavens Fall (2007)
- Ghost Whisperer (2007, serie de TV, un episodio)
- Bones (2007, serie de TV, un episodio)
- House (2007, serie de TV, un episodio)
- Wristcutters: A Love Story (2006)
- Thanks to Gravity (2006)
- American Dad (2006, serie de TV, un episodio, voz)
- The Minor Accomplishments of Jackie Woodman (2006, serie de TV, tres episodios)
- Laying Down Arms (2005)
- Sexual Life (2005)
- The Wendell Baker Story (2005)
- Missing (2005, serie de TV, un episodio)
- CSI: Miami (2003-2005, serie de TV, cuatro episodios)
- Carolina (2003)
- Expert Witness (2003, telefilme)
- The Handler (2003, serie de TV, un episodio)
- Red Dragon (2002)
- Confessions of an Ugly Stepsister (2002, telefilme)
- The Salton Sea (2002)
- Buffy the Vampire Slayer (2002, serie de TV, dos episodios)
- Judging Amy (2002, serie de TV, un episodio)
- Smallville (2002, serie de TV, un episodio)
- Bandits (2001)
- Town & Country (2001)
- Buck Naked Arson (2001)
- John Doe (2001, serie de TV, un episodio)
- Gideon's Crossing (2001, serie de TV, un episodio)
- 28 días (2000)
- Batman del futuro (2000, serie de TV, un episodio, voz)
- Zoe, Duncan, Jack and Jane (1999-2000, serie de TV)
- Dementia (1999)
- EDtv (1999)
- Cab to Canada (1998, telefilme)
- Alone (1997, telefilme)
- Chicago Hope (1997, serie de TV, un episodio)
- Touched by an Angel (1997, serie de TV, un episodio)
- Total Security (1997, serie de TV, un episodio)